# Croton trinitatis
Croton trinitatis är en törelväxtart som beskrevs av Charles Frederick Millspaugh. Croton trinitatis ingår i släktet Croton och familjen törelväxter. Inga underarter finns listade i Catalogue of Life.